# ويليام جون روز
ويليام جون روز هو مؤرخ وكاتب كندي، ولد في 7 أغسطس 1885، وتوفي في 10 مارس 1969 في فانكوفر في كندا.